# Реле контроля фаз

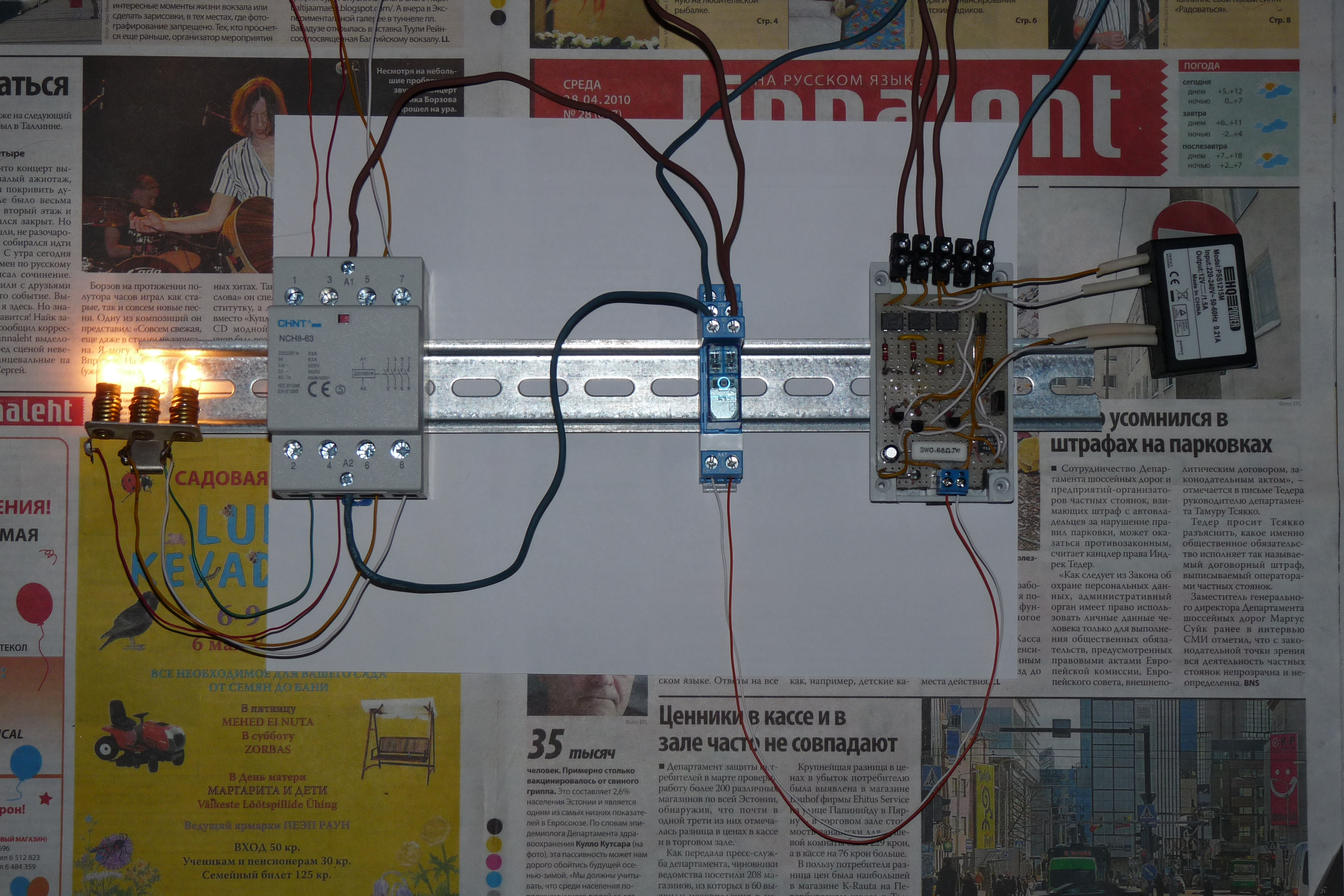
Самодельное реле контроля фаз (справа) на испытательном стенде

Реле контроля фаз — устройство, предназначенное для защиты электродвигателя или электроустановки, питаемой от трёхфазной сети, в случаях:
- отсутствия хотя бы одной из фаз («обрыв фазы»),
- уменьшение напряжения ниже уставки,
- увеличение напряжения выше уставки,
- обратного порядка чередования фаз,
- обрыва нулевого провода (в отдельных конструкциях),
- несимметрии токов и напряжений («перекоса» фаз).

Кроме того некоторые конструкции реле контроля фаз предусматривают регулировку уставок срабатывания по минимальному и  максимальному напряжению, а также времени срабатывания. Обычно в качестве выходного элемента в реле контроля фаз применяют набор релейных «сухих» контактов (нормально замкнутых и нормально разомкнутых). Реле может быть снабжено также индикационными элементами наличия фаз и вида ненормального режима.

## Принцип действия
Принцип действия реле контроля фаз основан на выделении гармоник обратной последовательности (кратных двум от основной), которые появляются в сети при перекосах и обрывах фаз. Для выделения напряжений обратной последовательности применяются фильтры обратной последовательности, в простейшем случае это пассивные аналоговые фильтры с активными и реактивными элементами (резистивно — конденсаторные цепочки) двухплечевого типа, на выходе которого включается электромагнитное реле.

## Промышленные образцы
Одним из представителей реле контроля фаз относится реле Е — 511 (СССР), обычно называемое «реле обрыва фаз», модификации которого выпускались на линейное напряжение 100 В, 220 В и 380 В, при этом уставки по напряжению были нерегулируемыми. Современные реле контроля фаз (например серий ЕЛ — 11, 12, 13, 15 производства  «ООО "Реле и автоматика"») снабжаются регулировками уставок по напряжению и времени.